# Xã White, Quận Newton, Arkansas
Xã White (tiếng Anh: White Township) là một xã thuộc quận Newton, tiểu bang Arkansas, Hoa Kỳ. Năm 2010, dân số của xã này là 830 người.